# Brindis

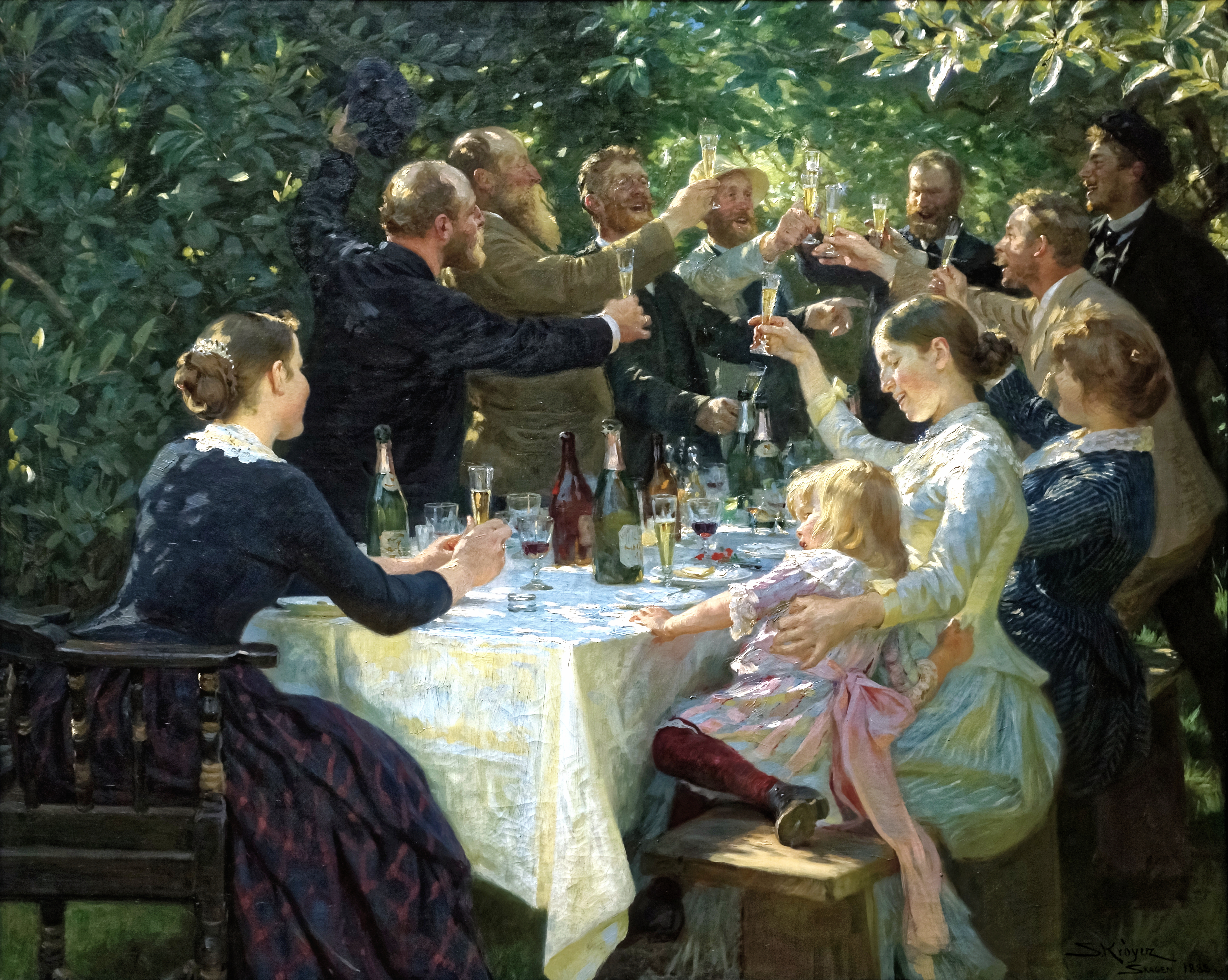
Hip, hip, hurra!, de Peder Severin Krøyer, 1888

Un brindis és l'acte de beure a la salut d'algú, o en alguna celebració, sovint fent xocar les copes i pronunciant unes paraules de bon desig, agraïment o salutació. El ritual sol ser col·lectiu, amb un cerimonial formal o en situacions informals.

## Història
La pràctica de brindar és molt antiga a Europa, però no s'ha generalitzat fins al segle XX i l'origen de la pràctica actual és obscur. Habitualment s'explica que el costum de fer xocar les copes prové de l'intercanvi d'una part de la beguda com a mostra que les copes no estaven enverinades. Però el que era costum antigament en un acte ritual era compartir la mateixa copa. Fer-les xocar és una pràctica relativament recent, segurament com a ritual comunitari expressant una unió abans de beure simultàniament.
Probablement és un vestigi de l'antiga libació durant un sacrifici on s'oferia un líquid sagrat als déus.
Etimològicament, la paraula brindis prové de l'expressió alemanya ich bring dir's, «t'ho ofereixo», arribada a través de l'italià i el castellà. Era l'expressió utilitzada pels militars de Carles I al conquerir Roma el 1527.
El brindis permet gaudir una beguda amb els cinc sentits: es veu la copa, se sent el soroll del dringar, es toca en agafar-la, s'olora quan s'apropa a la boca i finalment se n'aprecia el gust. Aquest ritual és potenciat pels catadors, amb rituals associats al consum més enllà del brindis festiu.

## Rituals i etiqueta

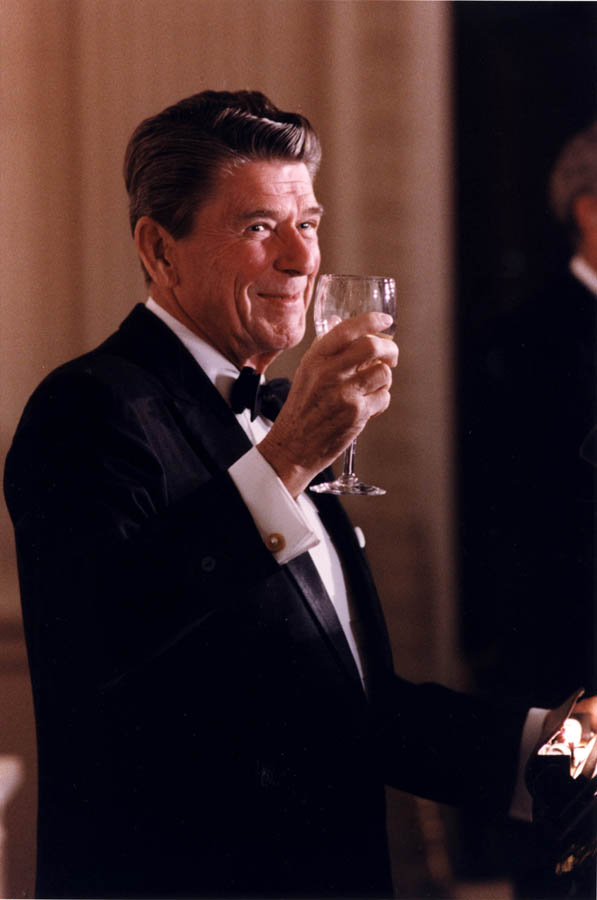
Ronald Reagan saludant amb la copa

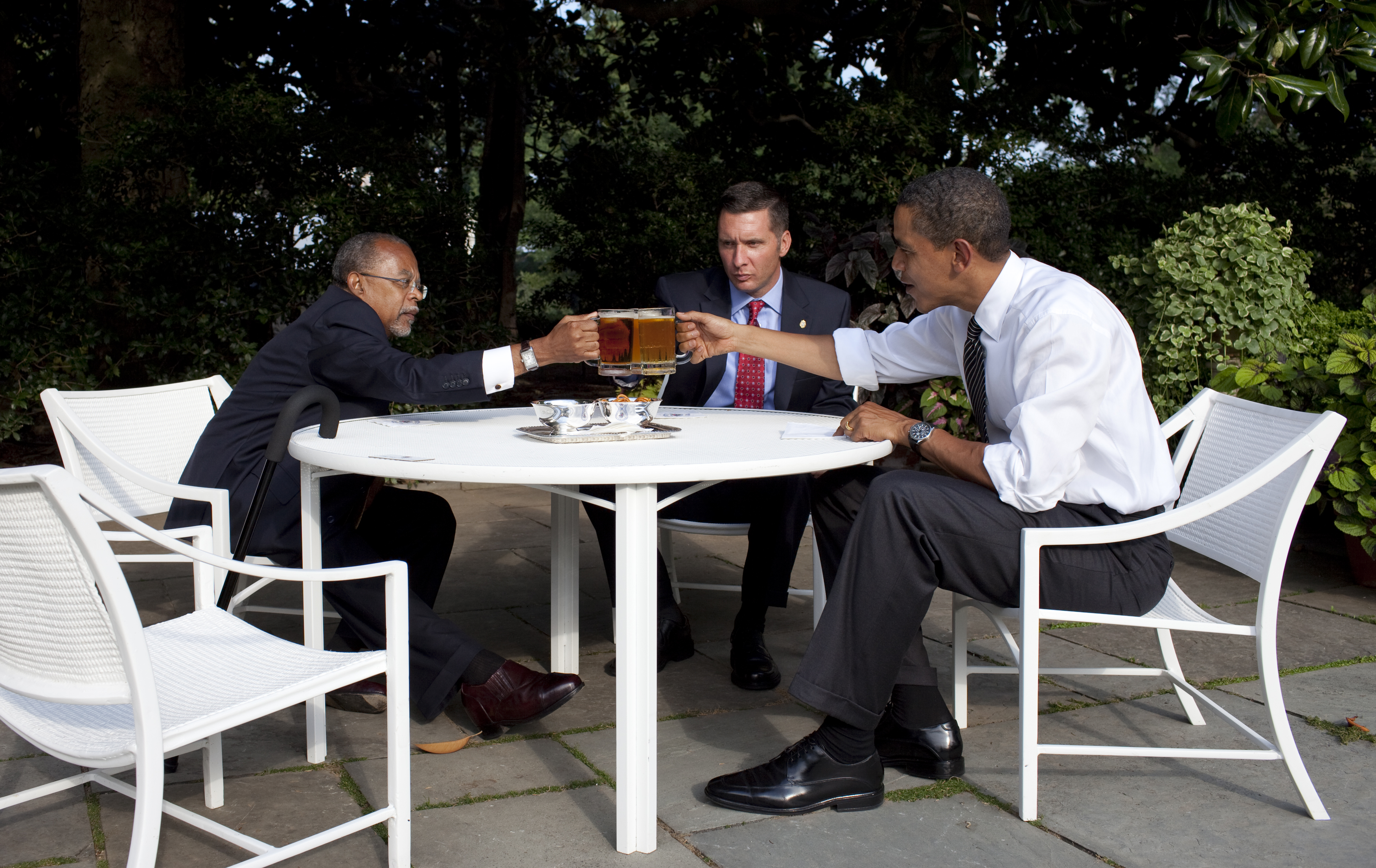
Barack Obama en un brindis informal

En situacions formals, el brindis el sol iniciar un convidat, després que s'hagi servit el vi o cava, per complimentar l'amfitrió i la seva família. Com a acte de cortesia, l'amfitrió pot fer un altre brindis als convidats. Tots es posen drets i alcen les copes fins a l'altura de la boca i mirant cap al comensal honorat. El que ha iniciat el brindis pronuncia unes breus paraules de bon desig i llavors simultàniament tots fan un tast de la copa.
Està malt vist beure abans del brindis o no participar-hi, bé no aixecant-se o bé no bevent. Encara que un no prengui begudes alcohòliques per cortesia està obligat a fer un tast. No és correcte brindar amb begudes de menys qualitat i especialment està mal vist fer-ho amb aigua.
En situacions menys formals se solen fer xocar les copes, tot i que es pot substituir per una salutació alçant-la breument i mirant als ulls. En cas d'un grup petit es poden entrexocar a l'uníson o per parelles. En cas d'un grup gran es poden xocar amb els més propers i saludar amb la copa a la resta, tot i que hi ha qui creu que si no xoca les copes amb tothom no es compliran els desitjos.
Després de la salutació o bon desig de qui ha iniciat el brindis, el grup respon com aprovació repetint les paraules del brindis o simplement dient «salut!», «txin-txin!» o altres fórmules. La interjecció «txin-txin», utilitzada informalment, és onomatopeica imitant el so de copes xocant, encara que també podria està relacionada amb el xinès 请请 qǐng qǐng, que vol dir «de res» com a resposta a un agraïment, utilitzat pel mariners de Canton com a salutació amistosa. Altres brindis populars són «salut i força al canut» o «Sant Hilari, Sant Hilari, fill de puta qui no se l'acabi».
En situacions d'intimitat, no cal aixecar-se per brindar. En el cas d'una parella es reforça la unió bevent amb els braços mútuament enllaçats, encara que també pot ser romàntic un ritual més formal posant l'èmfasi més en la mirada que en les copes.